# LY-404,039
LY-404,039, pomaglumetad – organiczny związek chemiczny, selektywny agonista metabotropowych receptorów glutaminianergicznych mGluR2 i mGluR3, potencjalny lek przeciwpsychotyczny w trakcie badań klinicznych. W badaniach stosuje się prolek LY-2140023, będący amidem metioninowym, ponieważ LY-404,039 ma małą biodostępność po podaniu doustnym. Pierwsze wyniki z badań na modelu zwierzęcym i w badaniach I fazy były obiecujące. Lek nie okazał się jednak skuteczny w badaniach II fazy i firma farmaceutyczna Eli Lilly przerwała dalsze prace nad lekiem. W 2015 roku wyłączną licencję na LY-404,039 otrzymała firma farmaceutyczna Denovo Biopharma.